# Wilmslow
Wilmslow is een civil parish in het bestuurlijke gebied Cheshire East, in het Engelse graafschap Cheshire met 24.497 inwoners.